# Raadkamer van Bourgondië
De Raadkamer van Bourgondië, ook wel Raidcamer van Tricht, of met de Franstalige benaming Conseil Monsieur le duc a Treicht, was een bestuurscollege en rechtbank in het zuidoostelijk deel van de Bourgondische Nederlanden, gevestigd te Maastricht. Het door velen gehate instituut bestond slechts enkele jaren, tussen 1473 en 1477.

## Geschiedenis
In het Luiks-Limburgse Maasland was omstreeks 1473 Karel de Stoute (1433-1477) als de hertog van Bourgondië heer en meester. Het traditioneel neutrale prinsbisdom Luik stond, na de bloedige Luikse Oorlogen, van 1466 tot 1478 onder "toezicht en bescherming" van de Bourgondische hertogen. De prins-bisschop was een Bourgondische marionet. De opstandige hoofdstad Luik was in 1468 totaal verwoest door Bourgondische troepen, geholpen door de inwoners van omliggende steden en dorpen. Andere delen van het midden-Maasgebied behoorden al sinds 1430 tot de Bourgondische territoria. Het tweeherige Maastricht was deels Luiks, deels Brabants; dus ook hier had de hertog van Bourgondië het voor het zeggen. In deze stad werd in 1473 de Raadkamer van Bourgondië opgericht. De nieuwe instelling moest het hoogste bestuurscollege en tevens de hoogste rechtsinstantie worden, niet alleen in het Luikerland, maar ook in het graafschap Loon, het hertogdom Limburg, de Landen van Overmaas en voor bepaalde zaken ook het graafschap Namen en het hertogdom Gelre.

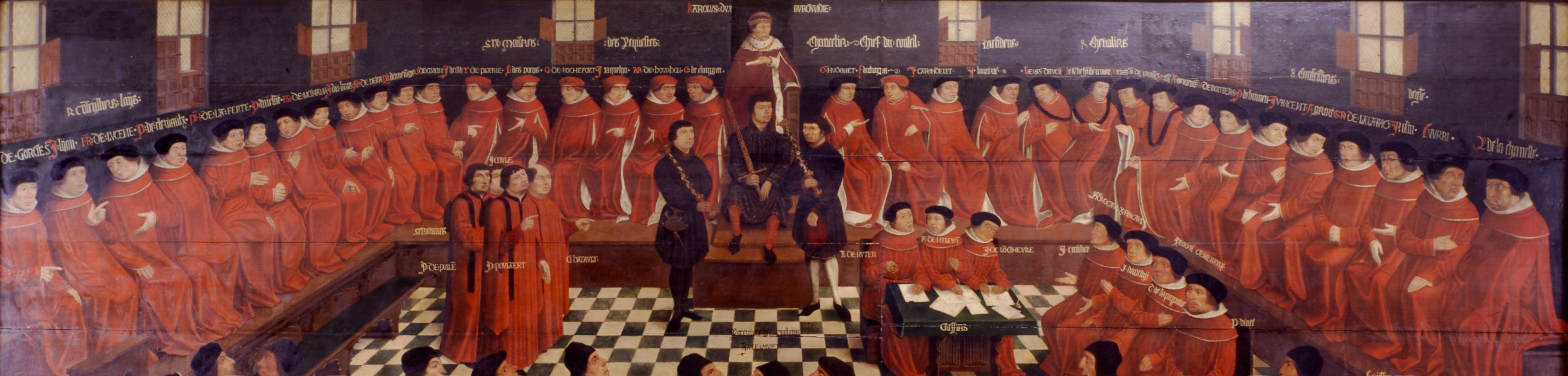
3 januari 1474: Karel de Stoute opent het Parlement van Mechelen (schilderij uit 1587)

De Raadkamer van Bourgondië had een vergelijkbare functie met het door Karel de Stoute omstreeks dezelfde tijd opgerichte Parlement van Mechelen. Het moest de vele stedelijke en gewestelijke instellingen onder het gezag brengen van één instituut, waarvan de hertog de hoogste baas was. Het Parlement van Mechelen werd op  op 23 december 1473 opgericht (Edict van Thionville) en op 3 januari 1474 door Karel de Stoute plechtig geopend. Het Maastrichtse instituut functioneerde toen waarschijnlijk al een half jaar. Het was alleen kleiner van opzet en bedoeld voor een kleiner gebied. Overigens viel het gebied waar de Raadkamer de hoogste rechterlijke instantie was niet geheel samen met het gebied waar het de hoogste bestuursmacht was. Eerstgenoemd gebied bestond uit de Luiks-Limburgse kernregio; laatstgenoemd gebied omvatte daarnaast ook delen van Gelre, Namen en Bouillon.
Stuwende kracht achter de oprichting van de Raadkamer was Guy de Brimeu (1433-1477), ook wel Humbercourt genoemd, stadhouder van Luik, Loon, Limburg, Overmaas en Namen, en de facto stadhouder van Gelre. Humbercourt was een naaste medewerker en een persoonlijke vriend van Karel de Stoute. Als stadhouder van het uitgestrekte midden-Maasland beoogde hij het bestuur en de rechtspraak in dit gebied te centraliseren. Waarschijnlijk verkreeg hij op 1 juli 1473 de volmacht van de Bourgondische hertog om een Raadkamer voor de onder zijn beheer staande gebieden op te richten. Humbercourts controle over de Raadkamer was absoluut. De Raad vaardigde haar besluiten namens hem uit, niet namens de hertog. Zijn persoonlijk zegel bekrachtigde elk besluit. De keuze voor Maastricht als zetel lag voor de hand; het was na Luik, dat mede door toedoen van Humbercourt geheel in puin lag, de grootste stad van het gebied waar hij stadhouder was. Humbercourt was in Maastricht feitelijk tweemaal de baas: hij was zowel de plaatsvervanger van de Luikse bisschop als van de Brabantse hertog. Karel de Stoute was persoonlijk aanwezig tijdens de voorbereidingen en/of de openingsceremonie; hij verbleef van 26 mei tot 10 juni 1473 in Maastricht, en opnieuw van 16 tot 21 juli 1474. De installatie van de raad werd in de hele regio afgekondigd, "metter trompetten te veel plaetsen ghepubliceerd".
Meteen na de dood van Karel de Stoute keerde het Maastrichtse stadsbestuur zich tegen de Bourgondiërs. De Luikse schout, Thewalt van Royde, en de beide burgemeesters, Lambertus van Mopertingen en Wilhelmus van Bossche, vaardigden het bevel uit om de raadsheren van de Bourgondische Raadkamer gevangen te nemen. Op een na wisten ze echter allen te ontkomen. Het gebouw van de Raadkamer en de goederen van de raadsheren werden in beslag genomen. Humbercourt, die zich op dat moment in Roermond ophield, vluchtte naar het hof van Maria van Bourgondië in Gent, waar hij in maart 1477 werd gearresteerd en na een door marteling afgedwongen bekentenis werd onthoofd, samen met een tiental andere hooggeplaatste Bourgondiërs. In Maastricht slaagde men er alleen in de rentmeester Benoît de Pardieu te berechten. Hij werd ter dood veroordeeld op beschuldiging van aantasting van de stadsprivileges en op 8 oktober 1477 onthoofd. De Raadkamer van Bourgondië werd afgeschaft, waarna de aloude stedelijke en gewestelijke instellingen hun taak konden hernemen.

## Samenstelling

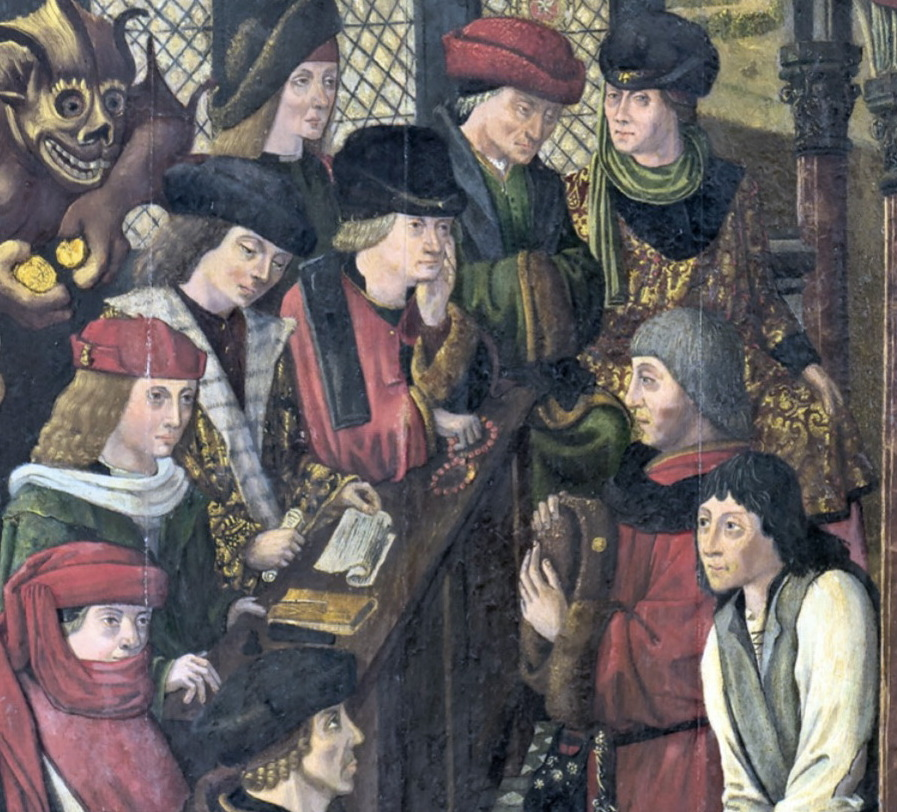
Detail van het Gerechtigheidspaneel in Maastricht (Jan van Brussel, ca. 1475)

De raad had twee voorzitters en een onbekend aantal leden, waarschijnlijk meer dan tien, waaronder een drietal edellieden, een paar hoge geestelijken en een vijftal wetsgeleerden, allemaal uit verschillende Maaslandse provincies en merendeels Franstalig. Van enkele personen zijn de namen bekend: Georges Durret, president van de Raadkamer, Benoît de Pardieu, griffier, rentmeester en ontvanger (belastinginner), Huguenin de Demigny, eveneens griffier, en Henrys le Jarsson (garçon?), 'raadsknaap', waarschijnlijk een soort gerechtsdienaar of bode. Die laatste kreeg op kosten van de raad een groen ambtskostuum en witte kousen aangemeten.
Mogelijk is de Bourgondische Raadkamer afgebeeld op een gerechtigheidstafereel, waarvoor de raad in april 1475 dertig pond betaalde aan de Maastrichtse schilder Jan van Brussel. Dit paneel met de Tweevoudige gerechtigheid bevindt zich, na eeuwenlang in het stadhuis van Maastricht gehangen te hebben, sinds 2018 in het Bonnefantenmuseum. Het schilderij toont, behalve een voorstelling van Het laatste oordeel, ook een rechtszaal waarin twee rechtszoekenden voor een achttal rechters verschijnen. De architectuur en inrichting van de zaal geeft geen enkel aanknopingspunt met een bestaande ruimte in Maastricht en betreft mogelijk een fantasievoorstelling. Door sommige auteurs is geopperd dat zich onder de afgebeelden een griffier (derde van linksonder), een schout of voorzitter (vierde) en een bode (linksachter) bevinden. De op een na laatste persoon, in groen gewaad en met een rode baret, verbergt zijn handen in zijn mouwen, een symbool van onpartijdigheid. Dat het hier om portretten van historische leden van de Raadskamer van Bourgondië gaat, is onwaarschijnlijk, te meer omdat de raad zo gehaat was, dat het schilderij in dat geval in 1477, na de opheffing van de raad, zeker vernietigd zou zijn.

## Huisvesting
Waar de Raadkamer in Maastricht was gevestigd, is niet met zekerheid bekend en valt ook moeilijk te achterhalen, aangezien de Maastrichtse raadsverdragen over de periode 1473-1485 waarschijnlijk verloren zijn gegaan. Zeker is dat het gebouw waar de hertogelijke raad zou gaan vergaderen zeer onderkomen was. De vloeren van de grote zaal (7 × 10 meter) en een daarnaast gelegen kleinere kamer moesten met planken worden hersteld. De zoldering, schouwen, deuren, hang- en sluitwerk, banken en de trap hadden eveneens een opknapbeurt nodig, voordat de zaal in gebruik kon worden genomen. De wanden van de vergaderzaal werden in 1475 behangen met groen en rood laken. Na de opheffing van de Raadkamer en de confiscatie van haar bezittingen, zou een deel van de inventaris, inclusief de wandbespanning en twee schilderijen, zijn opgeëist door de prins-bisschop van Luik, Lodewijk van Bourbon.
Een van de genoemde locaties waar de raad gehuisvest kan zijn geweest, is het huis "De Lanscroon" in de toenmalige Sint-Jorisstraat (nu Grote Staat), of het ernaast gelegen "De Liebaert" (beide ter plekke van het latere warenhuis van V&D en Hudson's Bay), waar zich het laaggerecht van de stad Maastricht bevond. Beide panden zijn begin jaren 1930 gesloopt. Een tweede mogelijkheid is het omstreeks 1470 herbouwde Dinghuis (aan de Kleine Staat, uitkijkend over de Grote Staat), dat de zetel was van het Luikse en Brabantse hooggerecht. Tegen deze twee opties pleit het argument dat beide panden weinig ruimte boden, zeker als die gedeeld moest worden met stedelijke instellingen. Het Dinghuis heeft tegenwoordig een circa zeven meter brede voorgevel en is vrij diep. Hoewel de achtergevel een stuk smaller is, kan men zich daar met enige moeite nog wel een zaal van circa 7 × 10 m in voorstellen. Andere gebouwen die in aanmerking komen zijn het Brabants, later Spaans Gouvernement, waar Humbercourt als stadhouder waarschijnlijk zonder problemen over kon beschikken, en het verdwenen Brabants munthuis, later Statenhuis, beide aan het Vrijthof gelegen. Een vijfde mogelijkheid, wellicht de meest voor de hand liggende, is dat de Raadkamer was ondergebracht in een van de gebouwen aan de kruisgang van de Sint-Servaaskerk aan het Sint Servaasklooster. Met name de vroegere refter, sinds 1984 in gebruik als Sint-Servaaskapel, zou dan in aanmerking komen. In dat geval zouden de traceringen van de spitsboogvensters in de kruisgang van de Sint-Servaasbasiliek, waar naast een viertal Franse lelies ook een viertal Bourgondische kruisen zijn te herkennen, een verwijzing kunnen zijn naar de aanwezigheid van de Bourgondische Raadkamer in deze omgeving (zie: Lijst van gotische vensters in de kruisgang van de Sint-Servaasbasiliek).

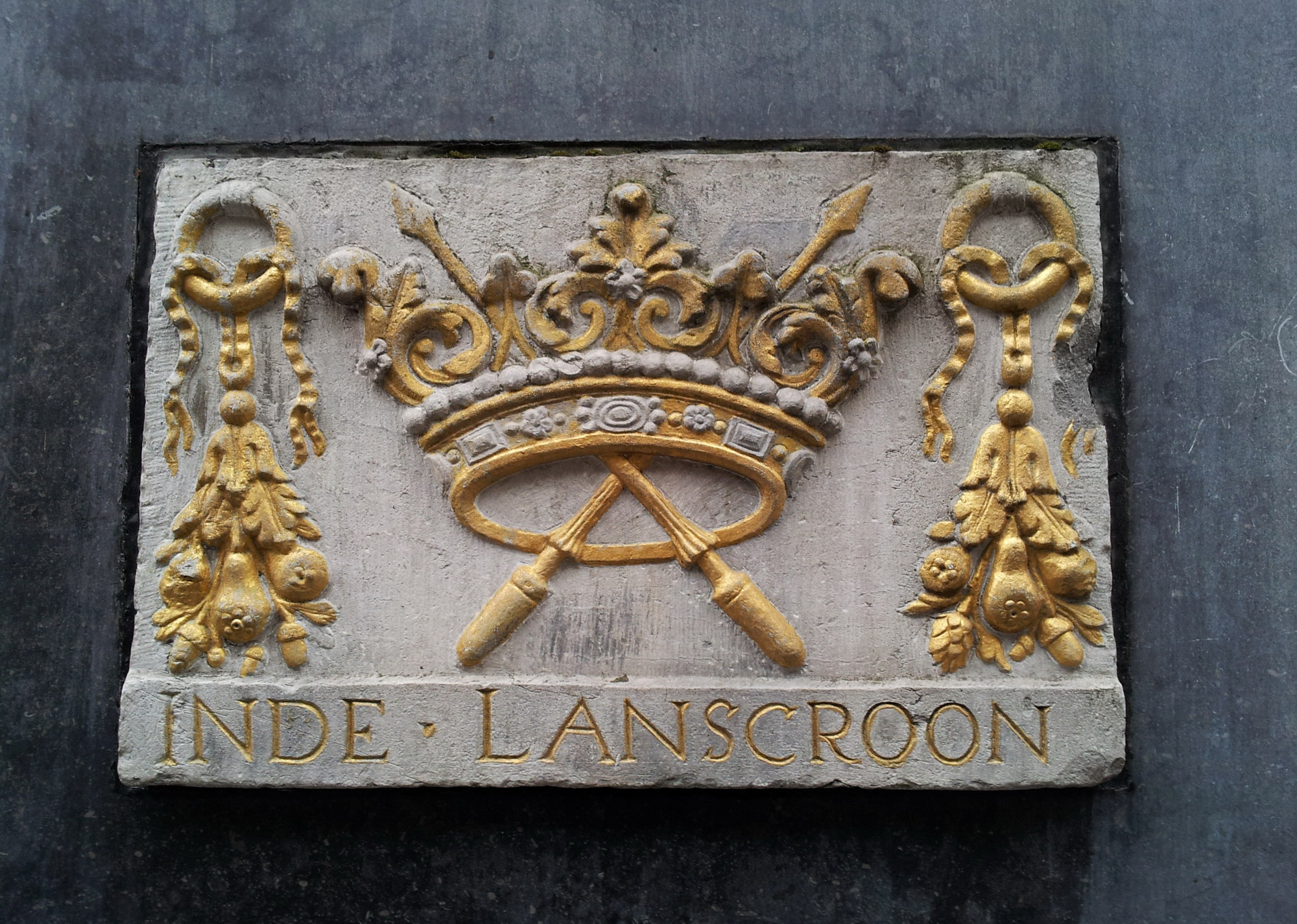
Gevelsteen Inde Lanscroon, verdwenen pand Grote Staat 5
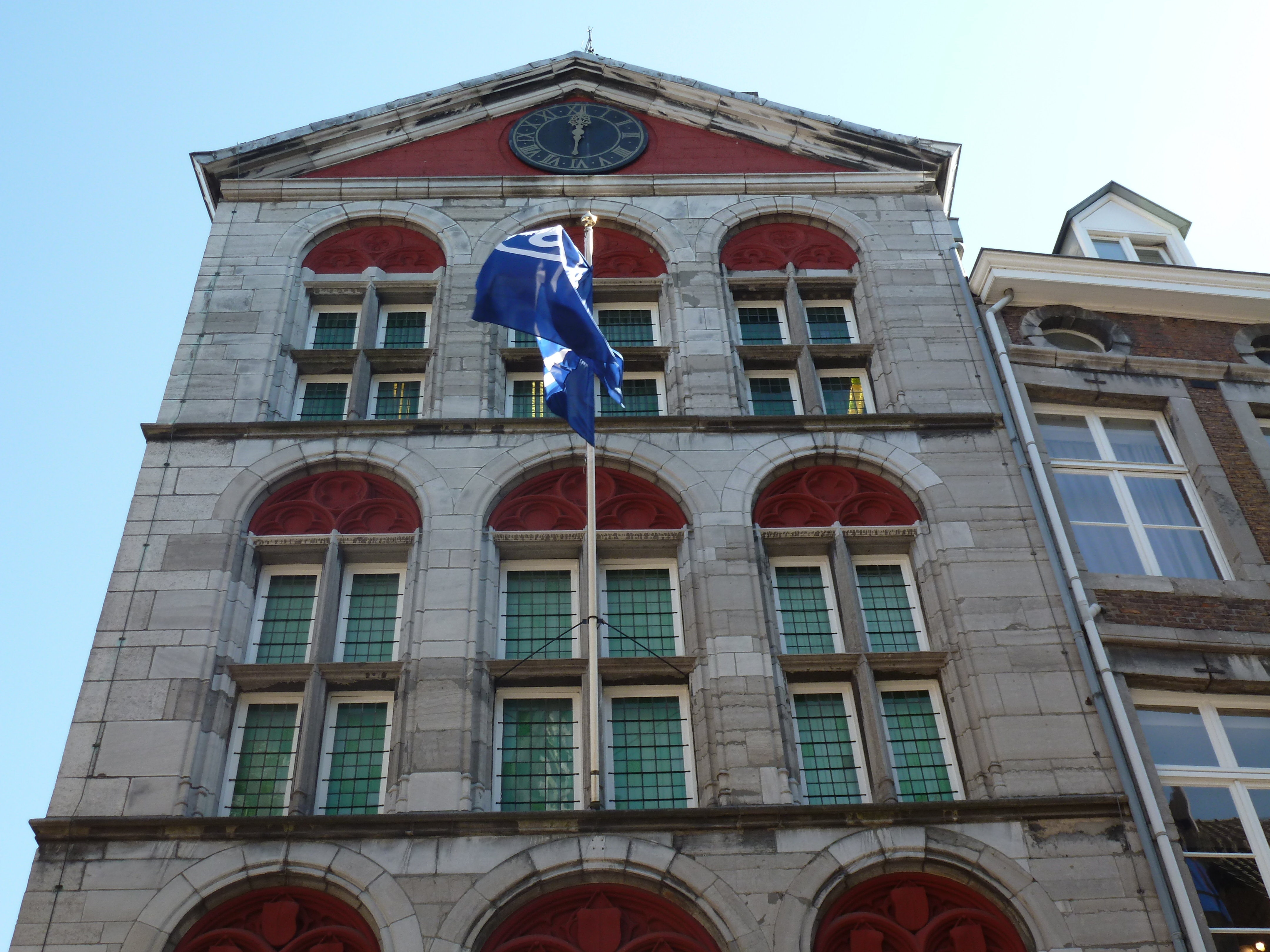
Dinghuis, gevel Kleine Staat
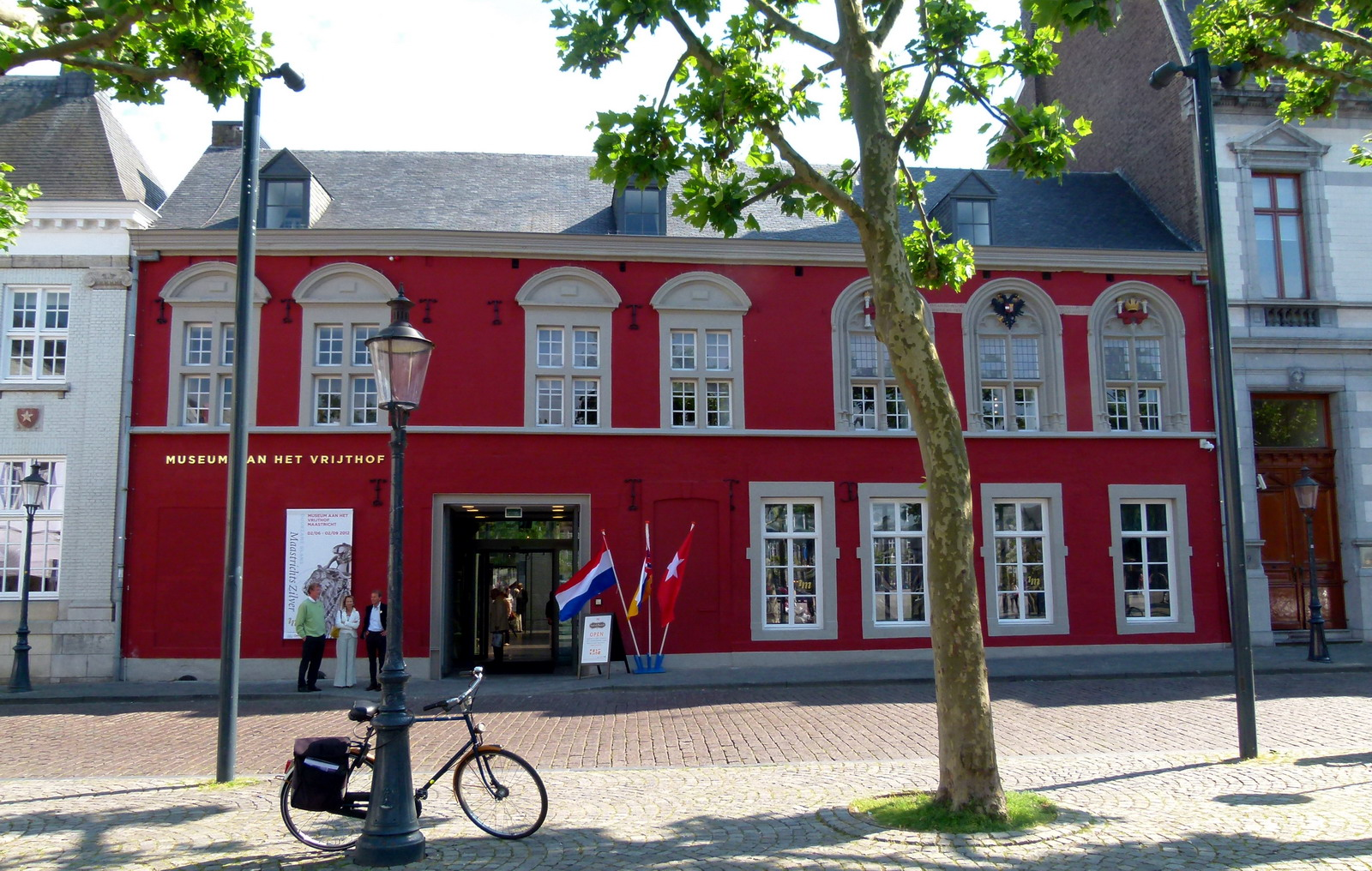
Spaans Gouvernement, Vrijthof
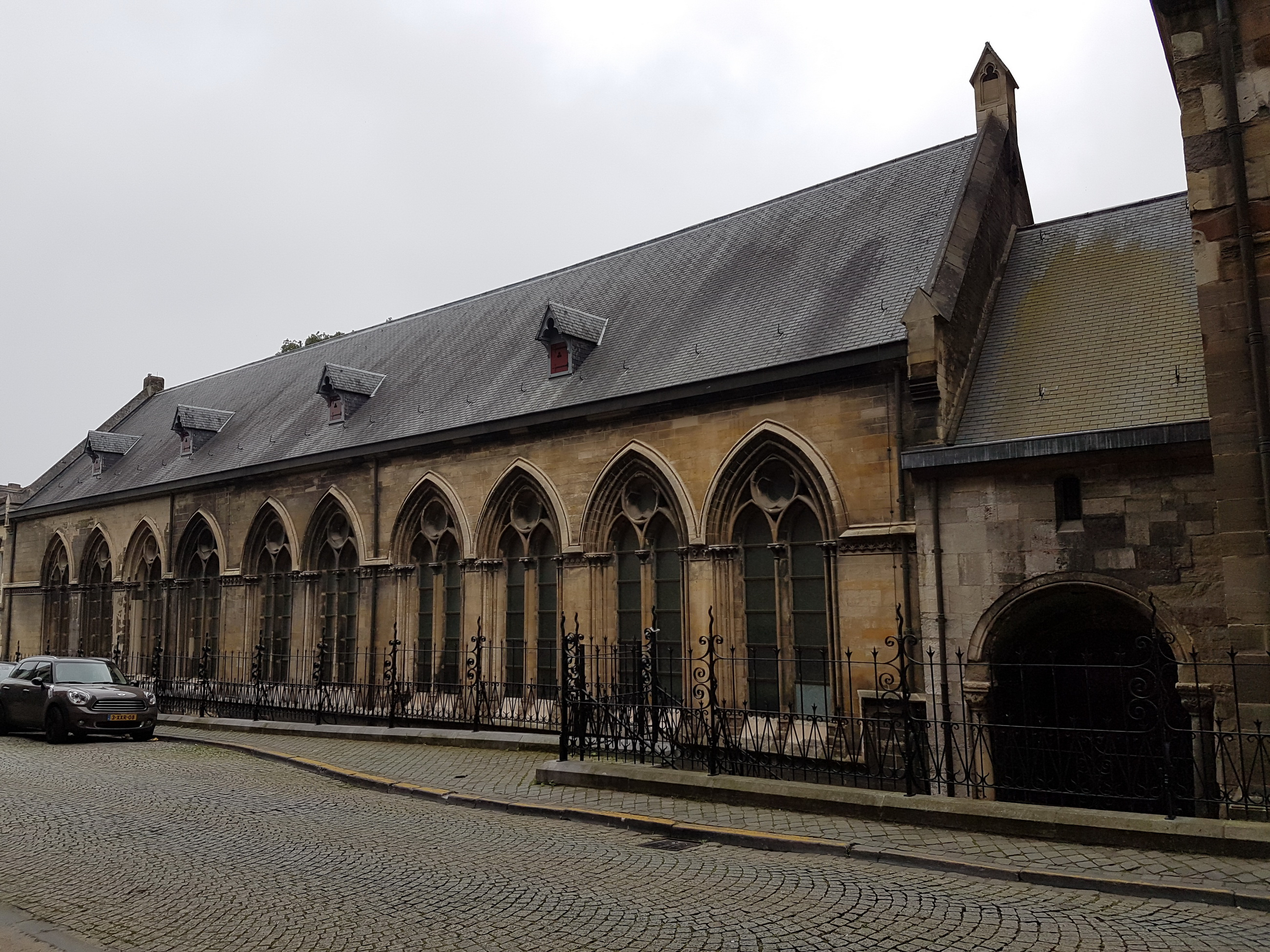
Sint-Servaasklooster, westvleugel, straatzijde
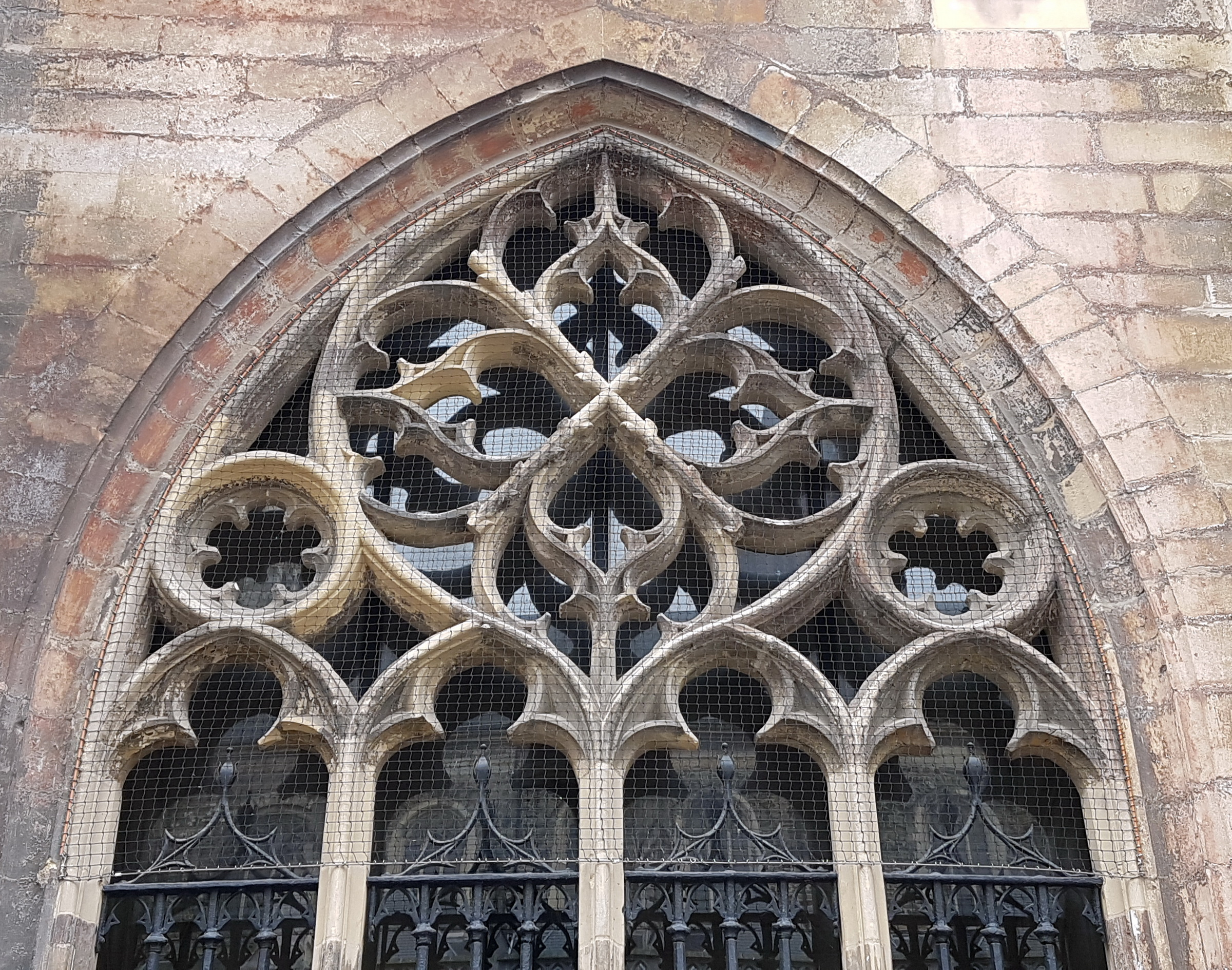
Idem, pandhofzijde, detail venster met Bourgondisch kruis